# Myrmarachne spissa
Myrmarachne spissa este o specie de păianjeni din genul Myrmarachne, familia Salticidae. A fost descrisă pentru prima dată de Peckham, Peckham în anul 1892. Conform Catalogue of Life specia Myrmarachne spissa nu are subspecii cunoscute.